# 2704 Julian Loewe
2704 Julian Loewe este un asteroid din centura principală, descoperit pe 25 iunie 1979 de Eleanor Helin și Schelte Bus.